# Murcia Open 2024
Il Murcia Open 2024, noto anche come Costa Cálida Region de Murcia, è stato un torneo maschile di tennis professionistico. È stata la 5ª edizione del torneo, facente parte della categoria Challenger 75 nell'ambito dell'ATP Challenger Tour 2024, con un montepremi di 73 000 €. Si è giocato dal 18 al 24 marzo 2024 sui campi in terra rossa del Murcia Club de Tenis 1919 di Murcia, in Spagna.

## Partecipanti

### Teste di serie
| Nazionalità | Giocatore            | Ranking* | Testa di serie |
| ----------- | -------------------- | -------- | -------------- |
| Spagna      | Albert Ramos Viñolas | 102      | 1              |
| Francia     | Richard Gasquet      | 118      | 2              |
| Francia     | Grégoire Barrère     | 121      | 3              |
| Paesi Bassi | Jesper de Jong       | 137      | 4              |
| Moldavia    | Radu Albot           | 152      | 5              |
| Spagna      | Pablo Llamas Ruiz    | 153      | 6              |
| Italia      | Andrea Pellegrino    | 157      | 7              |
| Italia      | Stefano Napolitano   | 163      | 8              |

* Ranking al 4 marzo 2024.

### Altri partecipanti
I seguenti giocatori hanno ricevuto una wild card per il tabellone principale:
- Javier Barranco Cosano
- Daniel Mérida
- Nikolás Sánchez Izquierdo

Il seguente giocatore è entrato in tabellone come special exempt:
- Tseng Chun-hsin

I seguenti giocatori sono entrati in tabellone come alternate:
- Mathias Bourgue
- Alejandro Moro Cañas
- Henrique Rocha

I seguenti giocatori sono passati dalle qualificazioni:
- Nikoloz Basilašvili
- Gastão Elias
- Samuel Vincent Ruggeri
- Nicolás Álvarez Varona
- Carlos Taberner
- Nicola Kuhn

Il seguente giocatore è entrato in tabellone come lucky loser:
- David Jordá Sanchís

## Punti e montepremi
| Torneo    | Torneo              | V     | F     | SF    | QF    | 2T    | 1T  | Q | Q2  | Q1  |
| Singolare | Punti               | 75    | 44    | 22    | 12    | 6     | 0   | 4 | 2   | 0   |
| Singolare | Premi in denaro (€) | 9,880 | 5,820 | 3,450 | 2,000 | 1,165 | 720 | – | 360 | 185 |
| Doppio    | Punti               | 75    | 44    | 22    | 12    | –     | 0   | – | –   | –   |
| Doppio    | Premi in denaro (€) | 4,250 | 2,450 | 1,480 | 880   | –     | 500 | – | –   | –   |

## Campioni

### Singolare
Henrique Rocha ha sconfitto in finale  Nikoloz Basilašvili con il punteggio di 3–6, 7–6(0), 7–5.

### Doppio
Théo Arribagé /  Victor Vlad Cornea hanno sconfitto in finale  Arjun Kadhe /  Jeevan Nedunchezhiyan con il punteggio di 7–5, 6–1.